# Správní a územní vývoj Ostravy

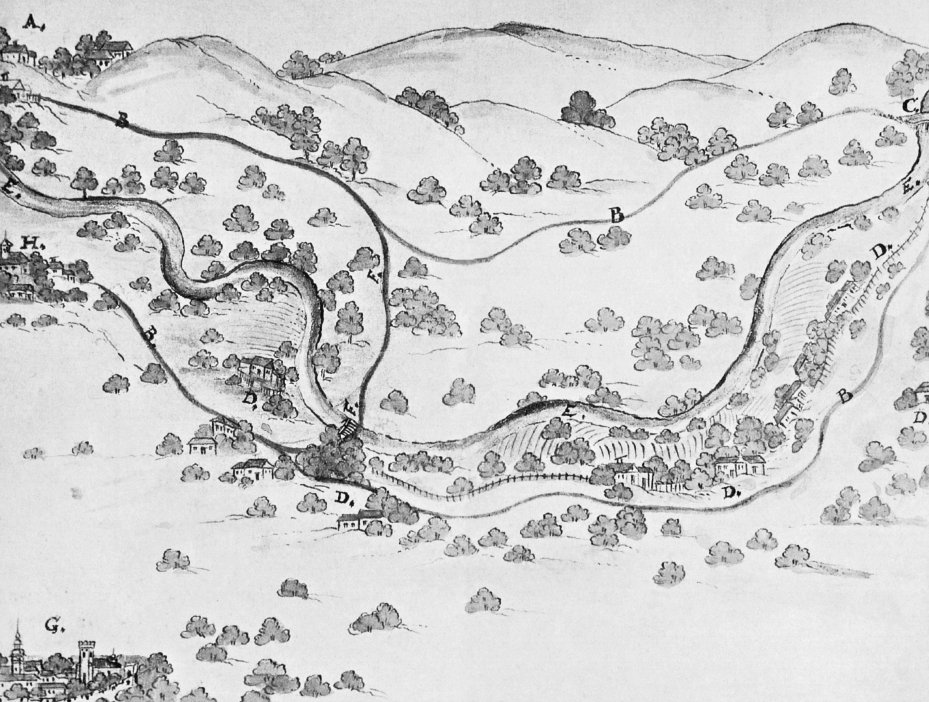
Mapa Ostravy a okolí z roku 1699

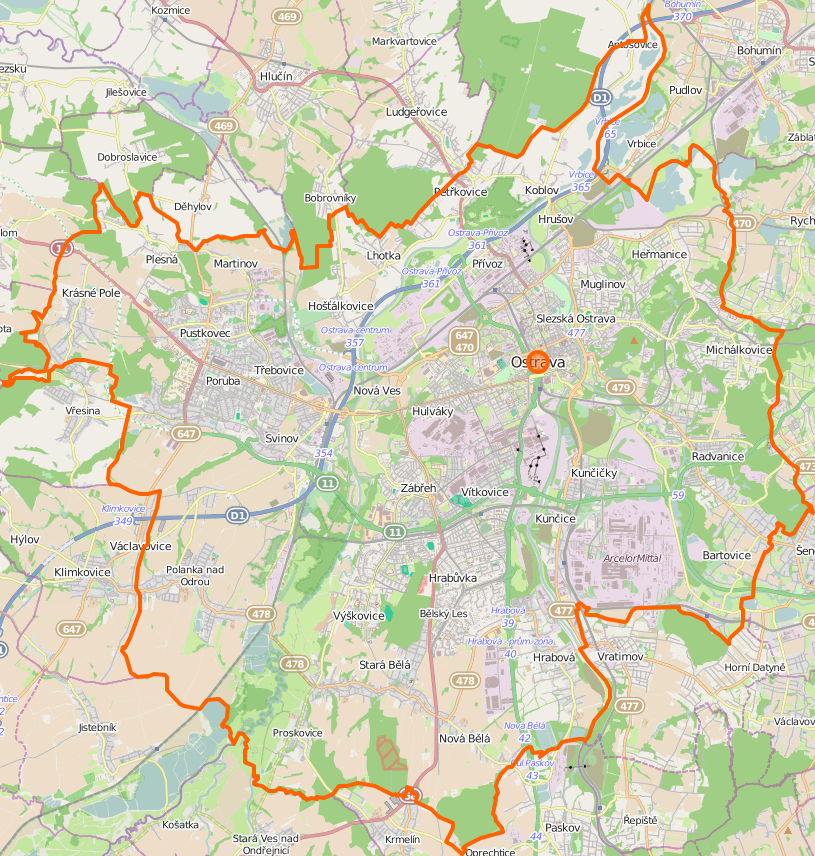
Moderní mapa Ostravy

Statutární město Ostrava prošlo od konce druhé světové války bouřlivým vývojem nejen po stránce ekonomické, politické či sociální, ale také správní a územní. Vývoj města před druhou světovou válkou zachycuje článek Velká Ostrava.

## 1945–1946
Během osvobozovacích bojů a po jejich ukončení se správy Moravské Ostravy a okolních obcí ujaly místní národní výbory (MNV). Ostravský magistrát působící do 29. dubna 1945 byl zrušen a 2. května 1945 nahrazen prozatímním národním výborem. Ten měl třináct členů, kteří zastupovali komunistickou stranu, sociálně-demokratickou stranu, národně-socialistickou stranu a lidovou stranu. V jeho čele stál komunista Josef Lampa. Výbor řešil veškeré otázky související s obnovou a životem Moravské Ostravy. Množství úkolů, jimiž byl zavalen, si vyžádalo jeho rozšíření.
Dne 22. května 1945 došlo k ustavující schůzi řádného MNV. MNV měl 26 členů a jeho předsedou se stal komunista Josef Kotas. Plénum MNV bylo 11. června 1945 rozšířeno na 60 členů a 2. července 1945 začala pracovat dvacetičlenná rada MNV.
Těsně po osvobození byly v bývalých obcích připojených k Moravské Ostravě a v některých místních částech ustanoveny vlastní MNV, které však fungovaly bez právního podkladu. Dle vládního nařízení číslo 4/1945 Sb. měl totiž v každé obci být pouze jeden MNV. Rada MNV v Moravské Ostravě proto svým rozhodnutím z 6. července 1945 tyto MNV změnila na pomocné národní výbory (PNV), které jí byly podřízeny.
PNV sehrály důležitou roli v týdnech po osvobození. Díky dobré znalosti místních poměrů byly schopny řešit problémy lidí lépe než „velký“ MNV. Jejich zástupci však nebyli spokojeni s nevelkými pravomocemi, jež jim rada MNV svěřila, proto přijali memoranda, která zaslali vládě a ministerstvu vnitra. V nich požadovali větší samostatnost a decentralizaci městské správy až na úroveň MNV v jednotlivých čtvrtích.
Podle okupačního nařízení číslo 236/1941 Sb. z 29. května 1941 vykonávala Moravská Ostrava jako město se zvláštním statutem podřízené přímo zemskému úřadu v Brně také funkci okresního úřadu. Územní obvod byl tehdy rozšířen o osm obcí politického okresu Frýdek (Heřmanice, Hrušov, Kunčice nad Ostravicí, Kunčičky, Michálkovice, Muglinov, Radvanice, Slezská Ostrava) a čtyři obce  politického okresu Moravská Ostrava (Hrabová, Nová Bělá, Stará Bělá a Výškovice).
Toto nařízení v podstatě potvrdil dekret prezidenta republiky číslo 121/1945 Sb. z 27. října 1945, kterým byla Moravská Ostrava potvrzena jako město se zvláštním statutem. Současně se potvrdilo i připojení obcí k Moravské Ostravě. Moravskoostravský správní okres byl zrušen a jeho bývalé obce Krmelín, Proskovice a Stará Ves nad Ondřejnicí se staly součástí nového správního okresu Místek, který se spojil se správním okresem Frýdek.
Dekret také zřídil expozituru Moravskoslezského zemského národního výboru v Moravské Ostravě (ZNV), pod kterou spadaly správní okresy Bílovec, Bruntál, Fryštát, Frývaldov, Hlučín, Nový Jičín, Krnov, Místek, Opava-venkov, Český Těšín a dále statutární města Opava a Moravská Ostrava. Ostravské PNV byly pověřeny správou území, na nichž se utvořily.

## 1946–1949
Neuváženým rozhodnutím ústředních státních orgánů byly k 1. červenci 1946 zrušeny PNV, ačkoliv se během své roční existence dobře osvědčily. Dne 10. července 1946 se konala ustavující schůze Národního výboru statutárního města Moravské Ostravy.
Výnosem ministerstva vnitra číslo 1522/1946 Ú. l. z 28. června 1946 se Moravská Ostrava přejmenovává na Ostravu, což později potvrdila vyhláška číslo 123/1947 Sb. Bylo tak odstraněno po připojení slezských obcí zastaralé označení statutárního města.
Ostrava se v té době skládala z devatenácti bývalých samostatných obcí, jejichž katastrální území byly jako osady označeny čísly. Jako dvacátá osada byla zařazena i bývalá osada obce Zábřeh nad Odrou, Hulváky.
| Označení      | Osada                 |
| ------------- | --------------------- |
| Ostrava I.    | Moravská Ostrava      |
| Ostrava II.   | Přívoz                |
| Ostrava III.  | Mariánské Hory        |
| Ostrava IV.   | Nová Ves              |
| Ostrava V.    | Zábřeh nad Odrou      |
| Ostrava VI.   | Hrabůvka              |
| Ostrava VII.  | Vítkovice             |
| Ostrava VIII. | Slezská Ostrava       |
| Ostrava IX.   | Muglinov              |
| Ostrava X.    | Hrušov                |
| Ostrava XI.   | Heřmanice             |
| Ostrava XII.  | Michálkovice          |
| Ostrava XIII. | Radvanice s Lipinou   |
| Ostrava XIV.  | Kunčičky              |
| Ostrava XV.   | Kunčice nad Ostravicí |
| Ostrava XVI   | Hrabová               |
| Ostrava XVII. | Nová Bělá             |
| Ostrava XVIII | Stará Bělá            |
| Ostrava XIX.  | Výškovice             |
| Ostrava XX.   | Hulváky               |

Vyhláškou ministerstva vnitra číslo 1903/1946 Ú. l. byl s platností od 1. listopadu 1946 vydán Prozatímní organizační řád statutárních měst. Národní výbory statutárních měst jím byly přejmenovány na Ústřední národní výbory (ÚNV).
Některé zrušené PNV nahradily obvodní rady (OR) ustavené v těchto okrajových částech města:
| Označení          | Osada                 | Katastrální území                |
| ----------------- | --------------------- | -------------------------------- |
| Obvodní rada I.   | Stará Bělá            | Stará Bělá, Nová Bělá, Výškovice |
| Obvodní rada II.  | Hrabová               | Hrabová                          |
| Obvodní rada III. | Kunčice nad Ostravicí | Kunčice nad Ostravicí, Kunčičky  |
| Obvodní rada IV.  | Radvanice             | Radvanice                        |
| Obvodní rada V.   | Michálkovice          | Michálkovice                     |
| Obvodní rada VI.  | Heřmanice             | Heřmanice                        |
| Obvodní rada VII. | Hrušov                | Hrušov                           |

Pro vzájemnou řevnivost některých částí byly ještě zřízeny na přechodnou dobu pobočné úřadovny obvodní rady I. v Nové Bělé, Výškovicích a Kunčičkách, a dále pobočná úřadovna ÚNV v Muglinově. Nepochopitelně však nebyly obvodní rady zřízeny ve velkých čtvrtích, jako byly Mariánské Hory, Moravská Ostrava, Přívoz, Vítkovice aj.

## 1949–1954
Po únorovém převratu došlo k přijetí celé řady nových právní předpisů (zejména ústavy a zákona o krajském zřízení). Od 1. ledna 1949 zanikla expozitura ZNV v Ostravě a její funkci převzal nově ustanovený Krajský národní výbor v Ostravě (KNV). Do jeho správního obvodu náležely okresy Bílovec, Český Těšín, Fryštát, Hlučín, Nový Jičín, Krnov, Místek a Opava-venkov, dále pak bývalá statutární města Opava a Ostrava. Od 1. února 1949 byl zřízen okres Ostrava se sídlem v Ostravě, který tvořilo okolních 25 obcí.
V krajských městech pak na návrh ostravského ÚNV došlo k vytvoření jednotných národních výborů (JNV). Ty vykonávaly funkci okresního národního výboru (ONV) a zároveň fungovaly jako MNV pro město, ve kterém sídlily. Pouze Brno a Bratislava (a pochopitelně také hlavní město Praha) neměly JNV.
Změnil se také počet obvodních rad:
| Označení           | Městská čtvrť | Datum zřízení     |
| ------------------ | ------------- | ----------------- |
| Obvodní rada I.    | Stará Bělá    | 26. června 1949   |
| Obvodní rada II.   | Hrabová       | 26. června 1949   |
| Obvodní rada III.  | Kunčice       | 26. června 1949   |
| Obvodní rada IV.   | Radvanice     | 26. června 1949   |
| Obvodní rada V.    | Michálkovice  | 26. června 1949   |
| Obvodní rada VI.   | Heřmanice     | 26. června 1949   |
| Obvodní rada VII.  | Hrušov        | 26. června 1949   |
| Obvodní rada VIII. | Muglinov      | 27. února 1950    |
| Obvodní rada IX.   | Výškovice     | 27. února 1950    |
| Obvodní rada X.    | Kunčičky      | 27. února 1950    |
| Obvodní rada XI.   | Nová Bělá     | 21. prosince 1950 |

Velké městské čtvrti jako Mariánské Hory, Ostrava-střed, Přívoz, Slezská Ostrava a Vítkovice se obvodních rad dočkaly až v 2. polovině roku 1951.

## 1954–1957
Ústavní zákon o národních výborech číslo 12/1954 Sb. z 3. března 1954 zásadně změnil fungování národních výborů. Ty byly nově prohlášeny za volené místní orgány státní moci, které ustanovují občané starší osmnácti let v tajných volbách na dobu tří let. Referáty byly nahrazeny odbory a správami.
Vládním nařízením číslo 16/1954 Sb. byly hranice ostravského okresu rozšířeny o obce Porubu a Bílovec. Městské čtvrti Nová Bělá, Stará Bělá a Výškovice se osamostatnily a jako samostatné obce byly rovněž začleněny do ostravského okresu.
Dosavadní JNV byl změněn na městský národní výbor (MěNV), který de facto převzal práci ONV, zatímco funkci MNV na území města měly vykonávat obvodní národní výbory (ObNV). Ty však reálně měly jen omezenou pravomoc.
| Číslo | Městská čtvrť                                                |
| ----- | ------------------------------------------------------------ |
| I.    | Ostrava-střed                                                |
| II.   | Ostrava-Přívoz                                               |
| III.  | Ostrava-Mariánské Hory (vč. k. ú. Nová Ves a Zábřeh-Hulváky) |
| IV.   | Ostrava-Vítkovice                                            |
| V.    | Ostrava-Zábřeh                                               |
| VI.   | Ostrava-Hrabůvka                                             |
| VII.  | Ostrava-Slezská Ostrava                                      |
| VIII. | Ostrava-Muglinov                                             |
| IX.   | Ostrava-Hrušov                                               |
| X.    | Ostrava-Heřmanice                                            |
| XI.   | Ostrava-Michálkovice                                         |
| XII.  | Ostrava-Radvanice                                            |
| XIII. | Ostrava-Kunčice                                              |
| XIV.  | Ostrava-Kunčičky                                             |
| XV.   | Ostrava-Hrabová                                              |

## 1957–1960
V 2. polovině roku 1956 se MěNV a KNV zabývaly úvahami o novém členění Ostravy. Vláda s předloženým návrhem souhlasila (vládní nařízení číslo 9/1957 Sb.) a proto od 20. května 1957 vznikly dva nové správní okresy: Ostrava-město a Ostrava-venkov. Hrabová se stala samostatnou obcí okresu Ostrava-venkov. Poruba, Pustkovec a Třebovice se sloučily v jednu obec s názvem Poruba a spolu se Svinovem byly začleněny do Ostravy jako nové městské čtvrti Ostrava-Poruba a Ostrava-Svinov.
| Číslo | Městská čtvrť           |
| ----- | ----------------------- |
| I.    | Ostrava-střed           |
| II.   | Ostrava-Přívoz          |
| III.  | Ostrava-Mariánské Hory  |
| IV.   | Ostrava-Svinov          |
| V.    | Ostrava-Zábřeh          |
| VI.   | Ostrava-Hrabůvka        |
| VII.  | Ostrava-Vítkovice       |
| VIII. | Ostrava-Slezská Ostrava |
| IX.   | Ostrava-Muglinov        |
| X.    | Ostrava-Hrušov          |
| XI.   | Ostrava-Heřmanice       |
| XII.  | Ostrava-Michálkovice    |
| XIII. | Ostrava-Radvanice       |
| XIV.  | Ostrava-Kunčičky        |
| XV.   | Ostrava-Kunčice         |
| XVI.  | Ostrava-Poruba          |

## 1960–1971
Od 1. července 1960 došlo na základě ústavního zákona o volbách do zastupitelských sborů číslo 35/1960 Sb. a dle dalších v té době přijatých zákonů ke změnám v organizaci územní správy. Byl zrušen okres Ostrava-venkov a jeho obce přiděleny do okolních okresů Frýdek-Místek, Karviná a Opava. Samostatné obce Bartovice, Hrabová a Martinov byly začleněny jako místní části Ostravy. Ke katastrálnímu území Ostravy byla taktéž připojena část katastru Petřkovic a Staré Bělé (tzv. Paseky). K městskému obvodu Vítkovice bylo připojeno katastrální území Zábřeh-VŽ. Počet městských obvodů klesl z šestnácti na osm.
| Označení     | Městská čtvrť    | Katastrální území                                      |
| ------------ | ---------------- | ------------------------------------------------------ |
| Ostrava I    | Ostrava-střed    | Moravská Ostrava, Přívoz                               |
| Ostrava II   | Mariánské Hory   | Mariánské Hory, Nová Ves, Zábřeh-Hulváky               |
| Ostrava III  | Vítkovice        | Kunčičky, Kunčice nad Ostravicí, Vítkovice, Zábřeh-VŽ  |
| Ostrava IV   | Zábřeh nad Odrou | Hrabová, Hrabůvka, Stará Bělá-Paseky, Zábřeh nad Odrou |
| Ostrava V    | Slezská Ostrava  | Heřmanice, Michálkovice, Slezská Ostrava               |
| Ostrava VI   | Hrušov           | Hrušov, Muglinov                                       |
| Ostrava VII  | Radvanice        | Bartovice, Radvanice                                   |
| Ostrava VIII | Poruba           | Martinov, Poruba, Pustkovec, Svinov, Třebovice         |

V roce 1965 byla v rámci plánované výstavby Jižního Města zahájena stavba nové obytné čtvrti ve Výškovicích. Zdejší MNV byl proto změněn na ObNV s označením Ostrava IX – Výškovice.
Národní shromáždění vydalo 1. prosince 1967 pod číslem 109/1967 Sb. Vzorový statut městských národních výborů. Na základě tohoto statutu vyšel dne 29. dubna 1969 zákon o městě Ostravě (číslo 40/1969 Sb.), který vstoupil v platnost  1. července 1969. Podle tohoto zákona byla Ostrava samostatná územně-správní jednotka tvořená 25 městskými částmi (z dnešního pohledu byly míněny místní části). Ve všech případech se jednalo o bývalé samostatné obce a místní části Hulváky a Paseky. Orgánem státní správy se stal Národní výbor města Ostravy (NVMO), který byl řízen přímo vládou. V čele NVMO stál primátor. Rozdělení Ostravy na devět obvodů zůstalo zachováno.

## 1971–1990
Po listopadových volbách v roce 1971 rozhodl NVMO, že se Ostrava rozdělí na čtyři městské obvody:
| Označení  | Katastrální území                                                                                   |
| --------- | --------------------------------------------------------------------------------------------------- |
| Ostrava 1 | Moravská Ostrava, Přívoz, Mariánské Hory, Nová Ves, Hulváky, část Vítkovic                          |
| Ostrava 2 | Slezská Ostrava, Bartovice, Heřmanice, Hrušov, Kunčičky, Kunčice nad Ostravicí, Muglinov, Radvanice |
| Ostrava 3 | Zábřeh nad Odrou, Hrabová, Hrabůvka, Výškovice, část Vítkovic                                       |
| Ostrava 4 | Poruba, Svinov, Martinov, Pustkovec, Třebovice                                                      |

Poznámka: V literatuře není uveden osud k. ú. Michálkovice. Zábřeh-Hulváky je již zmiňován jen jako Hulváky.
Od 26. listopadu 1971 byl NVMO opět podřízen KNV Severomoravského kraje (SmKNV) a došlo k obnovení okresu Ostrava-město. K 1. lednu 1972 byl také zrušen zákon o městě Ostravě.
Od 1. ledna 1975 byly k Ostravě připojeny jako místní části obce Stará Bělá, Nová Bělá a Proskovice, jejichž MNV podléhaly přímo NVMO. Až od 6. dubna 1976 byly tyto části začleněny do městského obvodu Ostrava 3.
Od 24. dubna 1976 došlo k dalšímu rozšíření Ostravy. Z okresu Opava byly jako místní části Ostravy připojeny obce Antošovice, Hošťálkovice, Koblov, Krásné Pole, Plesná, Lhotka u Ostravy a Petřkovice; z okresu Nový Jičín pak Polanka nad Odrou.
Tyto územní změny byly úředně promítnuty v Ústředním věstníku ČSR číslo 10/1976 s platností od 6. dubna 1976. Tento předpis také změnil název Lhotka u Ostravy na Lhotka, Zábřeh nad Odrou na Zábřeh a Polanka nad Odrou na Polanka.
| Označení  | Katastrální území |
| --------- | --- |
| Ostrava 1 | Moravská Ostrava, Přívoz, Mariánské Hory, Nová Ves, Hulváky, Vítkovice (část), Hošťálkovice, Lhotka, Petřkovice                       |
| Ostrava 2 | Slezská Ostrava, Bartovice, Heřmanice, Hrušov, Kunčičky, Kunčice nad Ostravicí, Muglinov, Radvanice, Antošovice, Koblov, Michálkovice |
| Ostrava 3 | Zábřeh, Hrabová, Hrabůvka, Výškovice, Vítkovice (část), Nová Bělá, Paseka, Proskovice, Stará Bělá                                     |
| Ostrava 4 | Poruba, Svinov, Martinov, Pustkovec, Třebovice, Krásné Pole, Plesná, Polanka                                                          |

Poznámka: Zde uváděné k. ú. Paseka je pravděpodobně bývalá místní část Stará Bělá-Paseky.
K 1. lednu 1983 došlo k úpravě správní hranice mezi okresy Ostrava-město a Frýdek-Místek v místní části Polanka a mezi okresy Ostrava-město a Nový Jičín v místní části Polanka a Krásné Pole.
K 1. červenci 1983 byla z městského obvodu Ostrava 1 vyčleněna část Vítkovic a sloučena s druhou částí v městském obvodu Ostrava 3. Současně zanikla místní část Paseka sloučením s místní částí Zábřeh. Dále došlo k přejmenování místní části Kunčice nad Ostravicí na Kunčice.
K 1. lednu 1984 vznikla nová místní část Dubina v městském obvodu Ostrava 3.

## 1990–1994
Dne 14. září 1990 NVMO rozhodl, že Ostrava bude dělena na 22 městských obvodů, a to s účinností od 24. listopadu 1990. Ke stejnému dni byla ukončena činnost NVMO. Místo něj vznikl Úřad města Ostravy, který převzal prakticky celou jeho agendu. Po zrušení Severomoravského krajského národního výboru byl vytvořen Okresní úřad Ostrava-město, který převzal i malou část agendy bývalého NVMO. Úřad města Ostravy i Okresní úřad Ostrava-město byly sloučeny k 30. červnu 1992 v Magistrát města Ostravy (MMO).
| Městský obvod             | Místní části                                                                        | Katastrální území                                                                                 |
| ------------------------- | ----------------------------------------------------------------------------------- | ------------------------------------------------------------------------------------------------- |
| Hošťálkovice              |                                                                                     | Hošťálkovice                                                                                      |
| Hrabová                   |                                                                                     | Hrabová                                                                                           |
| Krásné Pole               |                                                                                     | Krásné Pole                                                                                       |
| Lhotka                    |                                                                                     | Lhotka u Ostravy                                                                                  |
| Mariánské Hory a Hulváky  | Hulváky, Mariánské Hory                                                             | Mariánské Hory, Zábřeh-Hulváky                                                                    |
| Martinov                  |                                                                                     | Martinov ve Slezsku                                                                               |
| Michálkovice              |                                                                                     | Michálkovice                                                                                      |
| Moravská Ostrava a Přívoz | Moravská Ostrava, Přívoz                                                            | Moravská Ostrava, Přívoz                                                                          |
| Nová Bělá                 |                                                                                     | Nová Bělá                                                                                         |
| Nová Ves                  |                                                                                     | Nová Ves u Ostravy                                                                                |
| Ostrava-Jih               | Bělský Les, Dubina, Hrabůvka, Výškovice, Zábřeh                                     | Dubina u Ostravy, Hrabůvka, Výškovice u Ostravy, Zábřeh nad Odrou                                 |
| Petřkovice                |                                                                                     | Petřkovice u Ostravy                                                                              |
| Polanka nad Odrou         |                                                                                     | Polanka nad Odrou                                                                                 |
| Poruba                    |                                                                                     | Nová Plesná, Poruba, Poruba-sever, Stará Plesná                                                   |
| Proskovice                |                                                                                     | Proskovice                                                                                        |
| Pustkovec                 |                                                                                     | Pustkovec                                                                                         |
| Radvanice a Bartovice     | Bartovice, Radvanice                                                                | Bartovice, Radvanice                                                                              |
| Slezská Ostrava           | Antošovice, Heřmanice, Hrušov, Koblov, Kunčice, Kunčičky, Muglinov, Slezská Ostrava | Antošovice, Heřmanice, Hrušov, Koblov, Kunčice nad Ostravicí, Kunčičky, Muglinov, Slezská Ostrava |
| Stará Bělá                |                                                                                     | Stará Bělá                                                                                        |
| Svinov                    |                                                                                     | Svinov                                                                                            |
| Třebovice                 |                                                                                     | Třebovice ve Slezsku                                                                              |
| Vítkovice                 |                                                                                     | Vítkovice, Zábřeh-VŽ                                                                              |

## 1994–současnost
Od 1. ledna 1994 se od Poruby oddělil nejmladší městský obvod – Plesná. Ostrava se tak v současnosti dělí na 23 městských obvodů.
Evidenční části města jsou plně skladebné do městských obvodů. Evidenční členění města se do značné části shoduje s členěním katastrálním, pouze názvy některých katastrálních území mají oproti názvu příslušné části obce navíc rozlišující přívlastky. Evidenční část Plesná je tvořena dvěma katastrálními územími (Stará Plesná, Nová Plesná), evidenční část Poruba rovněž dvěma katastrálními územími (Poruba a Poruba-sever), evidenční část Vítkovice je tvořena dvěma katastrálními územími (Vítkovice a Zábřeh-VŽ). Skladebnost členění narušuje evidenční část Bělský Les, která nemá vlastní katastrální území a zaujímá části katastrálních území Dubina u Ostravy a Hrabůvka, o které jsou menší evidenční části Dubina a Hrabůvka. 
| Městský obvod             | Části                                                                               | Katastrální území                                                                                 |
| ------------------------- | ----------------------------------------------------------------------------------- | ------------------------------------------------------------------------------------------------- |
| Hošťálkovice              | Hošťálkovice                                                                        | Hošťálkovice                                                                                      |
| Hrabová                   | Hrabová                                                                             | Hrabová                                                                                           |
| Krásné Pole               | Krásné Pole                                                                         | Krásné Pole                                                                                       |
| Lhotka                    | Lhotka                                                                              | Lhotka u Ostravy                                                                                  |
| Mariánské Hory a Hulváky  | Mariánské Hory, Hulváky                                                             | Mariánské Hory, Zábřeh-Hulváky                                                                    |
| Martinov                  | Martinov                                                                            | Martinov ve Slezsku                                                                               |
| Michálkovice              | Michálkovice                                                                        | Michálkovice                                                                                      |
| Moravská Ostrava a Přívoz | Moravská Ostrava, Přívoz                                                            | Moravská Ostrava, Přívoz                                                                          |
| Nová Bělá                 | Nová Bělá                                                                           | Nová Bělá                                                                                         |
| Nová Ves                  | Nová Ves                                                                            | Nová Ves u Ostravy                                                                                |
| Ostrava-Jih               | Bělský Les, Dubina, Hrabůvka, Výškovice, Zábřeh                                     | Dubina u Ostravy, Hrabůvka, Výškovice u Ostravy, Zábřeh nad Odrou                                 |
| Petřkovice                | Petřkovice                                                                          | Petřkovice u Ostravy                                                                              |
| Plesná                    | Plesná                                                                              | Nová Plesná, Stará Plesná                                                                         |
| Polanka nad Odrou         | Polanka nad Odrou                                                                   | Polanka nad Odrou                                                                                 |
| Poruba                    | Poruba                                                                              | Poruba, Poruba-sever                                                                              |
| Proskovice                | Proskovice                                                                          | Proskovice                                                                                        |
| Pustkovec                 | Pustkovec                                                                           | Pustkovec                                                                                         |
| Radvanice a Bartovice     | Radvanice, Bartovice                                                                | Radvanice, Bartovice                                                                              |
| Slezská Ostrava           | Slezská Ostrava, Antošovice, Heřmanice, Hrušov, Koblov, Kunčice, Kunčičky, Muglinov | Slezská Ostrava, Antošovice, Heřmanice, Hrušov, Koblov, Kunčice nad Ostravicí, Kunčičky, Muglinov |
| Stará Bělá                | Stará Bělá                                                                          | Stará Bělá                                                                                        |
| Svinov                    | Svinov                                                                              | Svinov                                                                                            |
| Třebovice                 | Třebovice                                                                           | Třebovice ve Slezsku                                                                              |
| Vítkovice                 | Vítkovice                                                                           | Vítkovice, Zábřeh-VŽ                                                                              |

## Územní vývoj Ostravy podle katastrálních území
| Katastrální území | Rok připojení | Rok odloučení | Rozloha katastrálního území v letech 1946–1984 (ha) | Rozloha katastrálního území v letech 1946–1984 (ha) | Rozloha katastrálního území v letech 1946–1984 (ha) | Rozloha katastrálního území v letech 1946–1984 (ha) | Rozloha katastrálního území v letech 1946–1984 (ha) | Rozloha katastrálního území v letech 1946–1984 (ha) | Rozloha katastrálního území v letech 1946–1984 (ha) | Rozloha katastrálního území v letech 1946–1984 (ha) |
| Katastrální území | Rok připojení | Rok odloučení | 1946                                                | 1954                                                | 1957                                                | 1960                                                | 1966                                                | 1975                                                | 1976                                                | 1984                                                |
| ----------------- | ------------- | ------------- | --------------------------------------------------- | --------------------------------------------------- | --------------------------------------------------- | --------------------------------------------------- | --------------------------------------------------- | --------------------------------------------------- | --------------------------------------------------- | --------------------------------------------------- |
| Moravská Ostrava  | -             | -             | 792,8                                               | 792,8                                               | 792,8                                               | 792,8                                               | 792,8                                               | 808,6                                               | 808,6                                               | 808,6                                               |
| Přívoz            | 1924          | -             | 594,7                                               | 594,7                                               | 594,7                                               | 594,9                                               | 594,9                                               | 570,0                                               | 570,0                                               | 570,0                                               |
| Mariánské Hory    | 1924          | -             | 526,3                                               | 526,3                                               | 526,3                                               | 540,6                                               | 540,6                                               | 534,1                                               | 534,1                                               | 534,1                                               |
| Nová Ves          | 1924          | -             | 296,9                                               | 296,9                                               | 296,9                                               | 309,1                                               | 309,1                                               | 300,0                                               | 300,0                                               | 300,0                                               |
| Zábřeh            | 1924          | -             | 948,5                                               | 948,5                                               | 948,5                                               | 661,2                                               | 658,5                                               | 745,3                                               | 745,3                                               | 745,3                                               |
| Zábřeh-Hulváky    | -             | -             | -                                                   | -                                                   | -                                                   | 93,5                                                | 95,1                                                | 89,1                                                | 89,1                                                | 88,5                                                |
| Zábřeh-VŽ         | -             | -             | -                                                   | -                                                   | -                                                   | 216,3                                               | 217,3                                               | 224,0                                               | 224,0                                               | 224,0                                               |
| Hrabůvka          | 1924          | -             | 419,3                                               | 419,3                                               | 419,3                                               | 419,3                                               | 419,3                                               | 440,2                                               | 439,8                                               | 422,8                                               |
| Vítkovice         | 1924          | -             | 435,6                                               | 435,6                                               | 435,6                                               | 485,7                                               | 485,7                                               | 513,8                                               | 513,8                                               | 513,8                                               |
| Slezská Ostrava   | 1941          | -             | 1 405,7                                             | 1 405,7                                             | 1 405,7                                             | 1 175,3                                             | 1 175,3                                             | 1 264,1                                             | 1 163,8                                             | 1 116,8                                             |
| Hrušov            | 1941          | -             | 390,1                                               | 390,1                                               | 390,1                                               | 390,1                                               | 390,1                                               | 390,0                                               | 390,1                                               | 389,7                                               |
| Muglinov          | 1941          | -             | 201,1                                               | 201,1                                               | 201,1                                               | 201,0                                               | 201,0                                               | 195,9                                               | 194,8                                               | 194,8                                               |
| Heřmanice         | 1941          | -             | 687,6                                               | 687,6                                               | 687,6                                               | 689,6                                               | 689,6                                               | 667,0                                               | 709,1                                               | 709,1                                               |
| Michálkovice      | 1941          | -             | 261,4                                               | 261,4                                               | 261,4                                               | 289,4                                               | 289,4                                               | 289,4                                               | 289,1                                               | 288,8                                               |
| Radvanice         | 1941          | -             | 589,3                                               | 589,3                                               | 589,3                                               | 806,7                                               | 806,7                                               | 803,0                                               | 813,7                                               | 813,7                                               |
| Kunčičky          | 1941          | -             | 408,8                                               | 408,8                                               | 408,8                                               | 346,2                                               | 346,2                                               | 250,5                                               | 250,5                                               | 254,5                                               |
| Kunčice           | 1941          | -             | 737,4                                               | 737,4                                               | 737,4                                               | 737,2                                               | 737,2                                               | 931,8                                               | 931,8                                               | 931,8                                               |
| Nová Bělá         | 1941, 1975    | 1954          | 728,4                                               | 728,4                                               | 728,4                                               | 938,1                                               | 939,1                                               | 928,9                                               | 928,9                                               | 835,9                                               |
| Stará Bělá        | 1941, 1975    | 1954          | 1 586,3                                             | 1 586,3                                             | 1 586,3                                             | 727,8                                               | 727,8                                               | 727,8                                               | 727,8                                               | 634,8                                               |
| Výškovice         | 1941, 1975    | 1954          | 359,4                                               | 359,4                                               | 359,4                                               | 1 522,2                                             | 1 522,2                                             | 1 513,4                                             | 1 513,4                                             | 1 341,1                                             |
| Hrabová           | 1941, 1960    | 1957          | 997,7                                               | 997,7                                               | 997,7                                               | 358,0                                               | 358,0                                               | 324,9                                               | 324,9                                               | 324,9                                               |
| Poruba            | 1957          | -             | 820,0                                               | 820,0                                               | 820,0                                               | 938,1                                               | 939,1                                               | 928,9                                               | 928,5                                               | 912,5                                               |
| Poruba-jih        | -             | -             | -                                                   | -                                                   | -                                                   | -                                                   | -                                                   | -                                                   | 1 150,0                                             | 1 149,1                                             |
| Poruba-sever      | -             | -             | -                                                   | -                                                   | -                                                   | -                                                   | -                                                   | -                                                   | 1 081,1                                             | 1 082,6                                             |
| Pustkovec         | 1957          | -             | 345,0                                               | 345,0                                               | 345,0                                               | 345,6                                               | 324,1                                               | 324,1                                               | -                                                   | -                                                   |
| Svinov            | 1957          | -             | 1 230,0                                             | 1 230,0                                             | 1 230,0                                             | 1 215,8                                             | 1 215,8                                             | 1 164,9                                             | -                                                   | -                                                   |
| Třebovice         | 1957          | -             | 390,5                                               | 390,5                                               | 390,5                                               | 390,5                                               | 373,6                                               | 331,0                                               | -                                                   | -                                                   |
| Martinov          | 1960          | -             | 447,4                                               | 447,4                                               | 447,4                                               | 447,4                                               | 447,4                                               | 447,4                                               | -                                                   | -                                                   |
| Bartovice         | 1960          | -             | 857,7                                               | 857,7                                               | 857,7                                               | 857,7                                               | 857,3                                               | 703,7                                               | 703,7                                               | 703,7                                               |
| Proskovice        | 1975          | -             | 346,4                                               | 346,4                                               | 346,4                                               | 346,4                                               | 346,4                                               | 346,4                                               | 346,4                                               | 342,6                                               |
| Antošovice        | 1976          | -             | 37,0                                                | 37,0                                                | 37,0                                                | 37,0                                                | 37,0                                                | 37,0                                                | 37,0                                                | 37,0                                                |
| Hošťálkovice      | 1976          | -             | 537,0                                               | 537,0                                               | 537,0                                               | 530,7                                               | 530,7                                               | 530,7                                               | 530,7                                               | 529,4                                               |
| Koblov            | 1976          | -             | 587,0                                               | 591,3                                               | 591,3                                               | 591,2                                               | 591,2                                               | 591,2                                               | 591,3                                               | 591,3                                               |
| Krásné Pole       | 1976          | -             | 672,0                                               | 672,0                                               | 672,0                                               | 673,0                                               | 673,0                                               | 673,0                                               | 638,9                                               | 629,9                                               |
| Lhotka            | 1976          | -             | 197,0                                               | 197,0                                               | 197,0                                               | 197,0                                               | 197,0                                               | 240,0                                               | 213,3                                               | 213,1                                               |
| Petřkovice        | 1976          | -             | 358,0                                               | 358,0                                               | 358,0                                               | 368,0                                               | 368,0                                               | 368,0                                               | 390,1                                               | 390,1                                               |
| Plesná            | 1976          | -             | 475,0                                               | 475,0                                               | 475,0                                               | 475,0                                               | 475,0                                               | 475,0                                               | 476,5                                               | 484,1                                               |
| Polanka           | 1976          | -             | 1 873,0                                             | 1 765,0                                             | 1 765,0                                             | 1 765,0                                             | 1 765,0                                             | 1 765,0                                             | 1 765,6                                             | 1 722,2                                             |
| Dubina            | 1984          | -             | -                                                   | -                                                   | -                                                   | -                                                   | -                                                   | -                                                   | -                                                   | 286,0                                               |
| Ostrava celkem    |               |               | 12 367,0                                            | 9 725,0                                             | 12 510,0                                            | 13 829,2                                            | 14 188,3                                            | 16 818,3                                            | 21 461,4                                            | 21 399,3                                            |

## Mapy

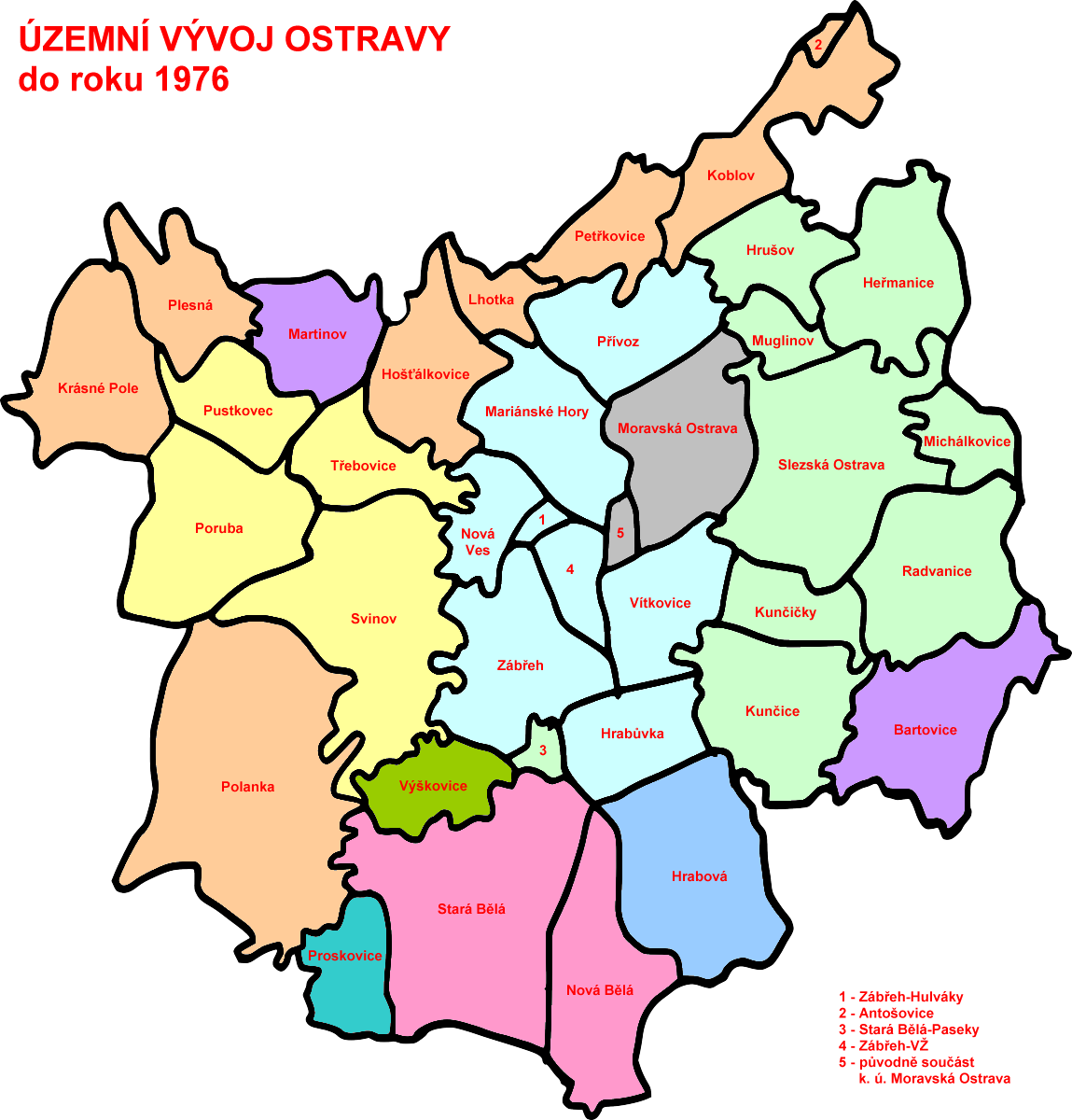
územní vývoj Ostravy do roku 1976
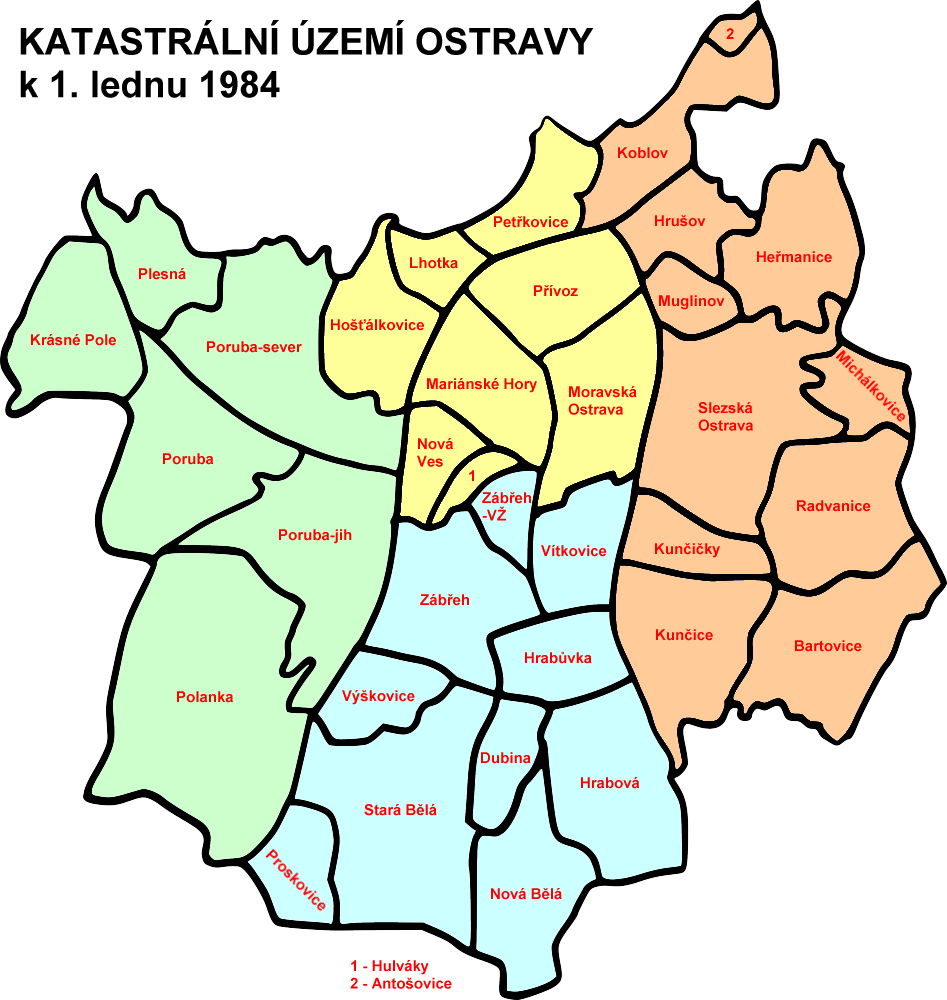
katastrální území Ostravy k 1. lednu 1984
současné správní dělení Ostravy